# Юханссон, Кент-Улле
Кент-Улле Томми Юханссон (швед. Kent-Olle Tommy Johansson; род. 18 ноября 1960, Симрисхамн, Кристианстад) — шведский борец греко-римского стиля, призёр Олимпийских игр, призёр розыгрыша Кубка мира.

## Биография
Начал заниматься борьбой в 13-летнем возрасте в Бьярнуме. В 1979 году стал чемпионом Швеции среди юниоров и перешёл в клуб Ballingslövs BK. 
В 1980 году занял второе место на турнире European Market Championship. В 1983 году был двенадцатым на чемпионате мира. В 1984 году был серебряным призёром чемпионата Северных стран и занял седьмое место на чемпионате Европы.
На Летних Олимпийских играх 1984 года в Лос-Анджелесе боролся в категории до 62 килограммов (полулёгкий вес). Участники турнира, числом в 20 человек в категории, были разделены на две группы. За победу в схватках присуждались баллы, от 4 баллов за чистую победу и 0 баллов за чистое поражение. Когда в каждой группе определялись три борца с наибольшими баллами (борьба проходила по системе с выбыванием после двух поражений), они разыгрывали между собой места в группе. Затем победители групп встречались в схватке за первое-второе места, занявшие второе место — за третье-четвёртое места, занявшие третье место — за пятое-шестое места.
Кент-Улле Юханссон не блистал на турнире. В предварительных встречах в группе он проиграл одну из пяти встреч, ещё в одной получил победу лишь по дополнительным критериям (сравнение прежних встреч) и три с трудом, но выиграл. Тем не менее, сумел попасть в финал группы вместе с канадским борцом Дугом Йетсом и американцем Абдуррахимом Кузу. В финале Кент-Улле Юханссон также был неубедителен, выиграв одну встречу у Дуга Йетса с минимальным преимуществом, а вторую ему зачли проигранной Абдуррахиму Кузу по результатам предварительной схватки, и он набрал 4 очка. Но в предварительной встрече, также зачтённой в финале, Йетс победил Кузу (По протесту канадской делегации. Сначала победа была отдана Кузу — судьёй-турком, — но при видеопросмотре выяснилось, что Кузу, турок по рождению, использовал приём с применением ног, что запрещено в греко-римской борьбе  ), и в конечном итоге после финальных встреч у трёх борцов: Кента-Улле Юханссона, Абдуррахима Кузу и Дуга Йетса было у каждого по четыре балла. По каким причинам в финал вышел именно Юханссон, установить не удалось, возможно что из-за меньшего веса. 
В финальной встрече с корейцем Ким Вонги никто из борцов не смог ничего провести, и победа была отдана корейскому борцу по дополнительным критериям, а Кент-Улле Юханссон, малоизвестный борец, стал серебряным призёром олимпиады.   
| Выступление на Олимпийских играх 1984 года | Выступление на Олимпийских играх 1984 года | Выступление на Олимпийских играх 1984 года   | Выступление на Олимпийских играх 1984 года | Выступление на Олимпийских играх 1984 года | Выступление на Олимпийских играх 1984 года | Выступление на Олимпийских играх 1984 года | Выступление на Олимпийских играх 1984 года |
| Круг                                       | Соперник                                   | Страна                                       | Результат                                  | Счёт                                       | Баллы                                      | Всего баллов                               | Время схватки                              |
| ------------------------------------------ | ------------------------------------------ | -------------------------------------------- | ------------------------------------------ | ------------------------------------------ | ------------------------------------------ | ------------------------------------------ | ------------------------------------------ |
| 1                                          | Алаеттин Ёзгюр                             | Турция                                       | Победа                                     | 7-2                                        | 3                                          | 3                                          | 6:00                                       |
| 2                                          | Мортен Брекке                              | Норвегия                                     | Победа                                     | 8-4                                        | 3                                          | 6                                          | 6:00                                       |
| 3                                          | Абдуррахим Кузу                            | Соединённые Штаты Америки                    | Поражение                                  | 3-3 (по решению судей)                     | 1                                          | 7                                          | 6:00                                       |
| 4                                          | Жиль Жалабер                               | Франция                                      | Победа                                     | 0-0 (по доп.критериям)                     | 3                                          | 10                                         | 6:00                                       |
| 3                                          | Бернд Габриэль                             | Федеративная Республика Германии (1949—1990) | Победа                                     | 9-4                                        | 3                                          | 13                                         | 6:00                                       |
| Финал группы «B» (встреча 2)               | Дуг Йетс                                   | Канада                                       | Победа                                     | 3-2                                        | 3                                          | 3                                          | 6:00                                       |
| Финал группы «B» (встреча 3)               | Абдуррахим Кузу                            | Соединённые Штаты Америки                    | Поражение                                  | Зачёт предварительной встречи              | 1                                          | 4                                          | 0:00                                       |
| Финал                                      | Ким Вонги                                  | Республика Корея                             | Поражение                                  | 0-0 (по доп.критериям)                     |                                            |                                            | 6:00                                       |

В 1985 году был пятым на чемпионате мира и вторым на розыгрыше Кубка мира. В 1986 году победил на чемпионате Северных стран. В 1987 году был пятым на Гран-при Германии. 
Является владельцем строительной компании. С 2002 года занимается разведением лошадей и тренирует их, а также выставляет на соревнования 
Живёт в Винслёве, лен Скане.